# Маркес, Ольга
Ольга Ма́ркес (род. 31 июля 1987, Свердловск) ― российский музыкант, вокалистка группы Alai Oli, предприниматель.

## Биография
Родилась в семье Андрея и Анны Уфимцевых. Писала стихи с раннего детства. Отец работал на радио, что, по словам Маркес, повлияло на выбор её жизненного пути: с детства она знала многих творческих людей Екатеринбурга.[кого?] В одном интервью Ольга вспоминала:
 «Перед моим четвёртым днём рождения я сильно болела. Папа тогда был безработным, и чтобы сделать мне сюрприз, он ночами „бомбил“ на своём стареньком „Запорожце“. В итоге он купил мне музыкальный проигрыватель и кучу пластинок со сказками, в которых звучало очень много мелодий, песен. Я лежала в кровати и днями напролёт их переслушивала. Думаю, именно это повлияло на мою любовь к музыке».
Училась в лингвистической гимназии № 70 города Екатеринбурга. В 2009 году окончила факультет телерадиожурналистики Уральского государственного университета им. Горького. Первые песни начала писать в 9-м классе. Никогда не имела музыкального образования. Вместе с Александром Федотовских (Шаповски) в 2004 году образовала группу Alai Oli.
После знакомства с арт-менеджером Артёмом Дертевым в 2009 году, музыканты Alai Oli переехали в Санкт-Петербург, что дало группе больше возможности для развития и организации гастролей.
Вышла замуж за писателя Андрея Доронина. 3 июня 2013 года у пары родился сын Ежи. Второй сын, Мирон, родился 25 июля 2015 года. В 2018 году супруги развелись, дети живут с матерью.
В 2017 году выпустила книгу о правильном питании «Что мне съесть, чтобы похудеть», которая сразу стала бестселлером.
В 2019 году родила третьего сына, которого назвали Роман.

## Музыкальная карьера
Основная статья: Alai Oli
Группа Alai Oli была основана 29 сентября 2004 года. После записи первой песни «Бог есть любовь» команда начинала активно выступать в родном городе Екатеринбурге и за его пределами. Важным этапом начального периода деятельности Alai Oli стало выступление по приглашению Алексея Сидорова на фестивале «60 лет Бобу Марли» в ДК Горбунова, на одной сцене с лучшими регги-группами России и вокалистом Massive Attack Хорасом Энди.
Первый альбом Alai Oli «Да, Бро?» был выпущен в 2007 году. С 2009 по 2011 год группа гастролировала длительными турами по России и Европе. В декабре 2011 года группа выпустила третий официальный альбом под названием Satta Massagana. В 2014 году Alai Oli отметили своё десятилетие большими концертами в Екатеринбурге, Санкт-Петербурге и Москве. На эти концерты группа собирала от 1000 до 2500 человек.
В 2016 году группа выпустила пятый альбом «Равновесие и глубина». Презентации альбома прошли в Санкт-Петербурге, Москве, Киеве и Екатеринбурге.

## Бизнес
В 2011 году Ольга Маркес начала вести блог fat-is-dead, где появилось сообщество единомышленников, заинтересованных в здоровом образе жизни. Этот момент организаторы назвали началом школы #Sekta.
В дальнейшем Маркес развивала систему дистанционного обучения желающих вести здоровый образ жизни и сбросить вес. Через год к ведению блога присоединились кураторы, которые на добровольческих основах помогали подписчикам. В марте 2013 году были проведены первые занятия клуба в Санкт-Петербурге. Первый набор составил 40 человек, второй ― 80. Через два месяца открылся филиал в Москве, через три месяца ― в Екатеринбурге. На 2015 год существовало 14 филиалов клуба, а по дистанционной системе занималось больше 285 человек ежедневно.

В 2015 году в компании, помимо прочих подразделений, образовался отдел, в который входят биологи, медики, микробиологи и специалисты в области здорового питания и тренировок. О своей роли в создании компании Ольга Маркес говорит:
«У людей возникает ощущение, что я придумала фирму, которая успешно „выстрелила“ и начала приносить мне деньги, а людям ― радость. Это не совсем так. „Секта“ ― это не я, я ― основатель, вдохновитель. „Секта“ ― это те люди, которые её делают. И новички, и те, кто пришли к нам со знаниями: врачи, спортсмены. Каждый что-то добавил в систему, получилось большое сообщество».
По данным Forbes, в 2014 году ежемесячный оборот #Sekta составил 8 млн рублей.